# Красноржавченка
Красноржавченка — сезонная река в России, протекает в Пачелмском районе Пензенской области. Правый приток Ломовки.

## География
Река Красноржавченка берёт начало у остановочного пункта Мичкасы. Течёт на север через село Студенка, затем поворачивает на запад. Устье реки находится у деревни Андреевка в 52 км по правому берегу реки Ломовка. Длина реки составляет 10 км.

## Данные водного реестра
По данным государственного водного реестра России относится к Окскому бассейновому округу, водохозяйственный участок реки — Мокша от истока до водомерного поста города Темников, речной подбассейн реки — Мокша. Речной бассейн реки — Ока.
Код объекта в государственном водном реестре — 09010200112110000027094.